# Kyle Nelson
Kyle Nelson (Norman, 3 ottobre 1986) è un giocatore di football americano statunitense attualmente free agent, che milita nel ruolo di long snapper nella National Football League (NFL).

## Carriera

### New Orleans Saints
Il 27 luglio 2011 Nelson firmò con i New Orleans Saints dopo non essere stato scelto nel Draft. Il 3 settembre 2011 fu svincolato. Il giorno successivo firmò con la squadra di allenamento. Il 5 settembre fu di nuovo svincolato.

### Kansas City Chiefs
Il 7 settembre 2011 Nelson firmò con la squadra di allenamento dei Kansas City Chiefs.

### San Francisco 49ers
L'11 gennaio 2012 Nelson firmò con i San Francisco 49ers. Il 1º settembre 2012 fu svincolato.

### Philadelphia Eagles
Il 25 settembre 2012, Nelson firmò con la squadra di allenamento dei Philadelphia Eagles. Il 2 ottobre 2012 fu svincolato.

### San Diego Chargers
Il 20 novembre 2012, Nelson firmò con i San Diego Chargers dopo che il long snapper Mike Windt si infortunò al polso. Quell'anno disputò 6 partite. Fu svincolato nel maggio 2013.

### San Francisco 49ers
Il 22 maggio 2013, Nelson firmò per fare ritorno ai 49ers e competere con Brian Jennings per il ruolo di long snapper. Fu svincolato il 10 luglio 2013.

### Seattle Seahawks
L'11 luglio 2013, Nelson firmò con i Seattle Seahawks. Fu svincolato il 26 agosto 2013.

### Washington Redskins
Nelson firmò con i Washington Redskins il 15 ottobre 2013 per sostituire l'infortunato Nick Sundberg. Fu svincolato il 21 luglio 2014.

### San Francisco 49ers
Il 25 luglio 2014, Nelson firmò con i 49ers un contratto di un anno. Il 6 marzo 2015 firmò un rinnovo quadriennale. Il 4 dicembre 2018, Nelson fu sospeso per 10 partite per essere risultato positivo a un test antidoping. Saltò così le ultime 4 gare della stagione 2018 e le prime 6 della stagione 2019.
Il 12 marzo 2019, Nelson rinnovò per altri quattro anni con i 49ers. Tornò dalla sospensione il 21 ottobre e fu inserito nel roster attivo il 26 ottobre. Il 2 febbraio 2020 scese in campo nel Super Bowl LIV in cui i 49ers furono sconfitti per 31-20 dai Kansas City Chiefs.

## Palmarès

### Franchigia
- National Football Conference Championship: 1

San Francisco 49ers: 2019